# Pardosa proxima antoni
Pardosa proxima là một phân loài nhện trong họ Lycosidae.
Loài này thuộc chi Pardosa. Pardosa proxima antoni được Embrik Strand miêu tả năm 1915.

## Hình ảnh

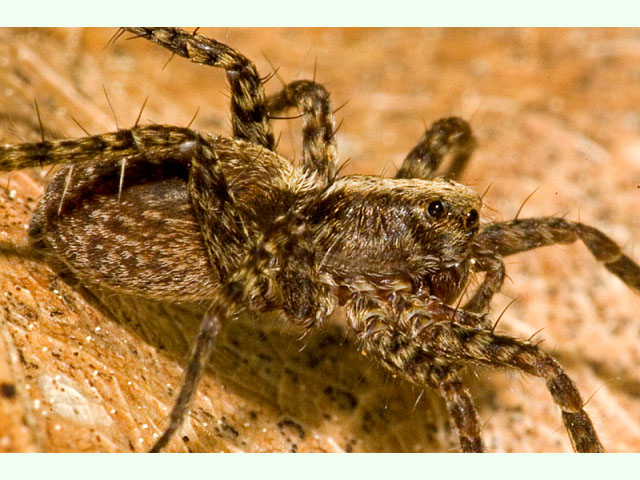